# Coppa KOVO 2020 (maschile)
La Coppa KOVO 2020, 15ª edizione della coppa di lega sudcoreana di pallavolo maschile, si è svolta dal 22 al 29 agosto 2020: al torneo hanno partecipato 8 squadre di club sudcoreane e la vittoria finale è andata per la terza volta ai KEPCO Vixtorm.

## Regolamento

### Formula
La competizione prevede due fasi, quella preliminare e quella finale:
- Nella fase preliminare le sette squadre provenienti dalla V-League e la formazione dell'esercito, il Sangmu, vengono divise in due gironi da quattro squadre, al termine dei quali le prime due classificate di ciascun girone si qualificano alla fase finale;
- Nella fase finale le formazioni qualificate si sfidano in incontri di semifinale e finale in gara unica, con gli accoppiamenti basati sul posizionamento nella fase preliminare.

### Criteri di classifica
L'ordine del posizionamento in classifica è stato definito in base a:
- Numero di partite vinte;
- Ratio dei punti realizzati/subiti;
- Ratio dei set vinti/persi.

## Squadre partecipanti
| Girone A           | Girone B         |
| ------------------ | ---------------- |
| Hyundai Skywalkers | KEPCO Vixtorm    |
| KB Stars           | OK Okman         |
| Korean Air Jumbos  | Sangmu           |
| Samsung Bluefangs  | Woori Card Wibee |

## Torneo

### Fase a gironi

#### Gruppo A

##### Risultati
| 22 agosto 2020 Jecheon Olympic Sports Center, Jecheon Durata: 1h:30 - Spettatori: 0 | Korean Air Jumbos  | 3 - 0 | KB Stars           | 25-22, 25-21, 25-22        |
| 22 agosto 2020 Jecheon Olympic Sports Center, Jecheon Durata: 2h:12 - Spettatori: 0 | Samsung Bluefangs  | 1 - 3 | Hyundai Skywalkers | 23-25, 28-30, 25-23, 32-34 |
| 24 agosto 2020 Jecheon Olympic Sports Center, Jecheon Durata: 1h:54 - Spettatori: 0 | KB Stars           | 1 - 3 | Samsung Bluefangs  | 22-25, 25-21, 23-25, 19-25 |
| 24 agosto 2020 Jecheon Olympic Sports Center, Jecheon Durata: 1h:50 - Spettatori: 0 | Hyundai Skywalkers | 1 - 3 | Korean Air Jumbos  | 21-25, 26-24, 21-25, 17-25 |
| 26 agosto 2020 Jecheon Olympic Sports Center, Jecheon Durata: 1h:48 - Spettatori: 0 | KB Stars           | 1 - 3 | Hyundai Skywalkers | 25-19, 19-25, 22-25, 20-25 |
| 26 agosto 2020 Jecheon Olympic Sports Center, Jecheon Durata: 1h:17 - Spettatori: 0 | Korean Air Jumbos  | 3 - 0 | Samsung Bluefangs  | 25-13, 25-23, 25-19        |

##### Classifica
| Pos. | Squadra            | G | V | P | SV | SP | Ratio | PF  | PS  | Ratio |
| ---- | ------------------ | - | - | - | -- | -- | ----- | --- | --- | ----- |
| 1    | Korean Air Jumbos  | 3 | 3 | 0 | 9  | 1  | 9,000 | 249 | 205 | 1,215 |
| 2    | Hyundai Skywalkers | 3 | 2 | 1 | 7  | 5  | 1,400 | 291 | 293 | 0,993 |
| 3    | Samsung Bluefangs  | 3 | 1 | 2 | 4  | 7  | 0,571 | 259 | 276 | 0,938 |
| 4    | KB Stars           | 3 | 0 | 3 | 2  | 9  | 0,222 | 240 | 265 | 0,906 |

      Qualificata in semifinale.

#### Gruppo B

##### Risultati
| 23 agosto 2020 Jecheon Olympic Sports Center, Jecheon Durata: 1h:46 - Spettatori: 0 | Sangmu           | 1 - 3 | KEPCO Vixtorm    | 22-25, 21-25, 25-20, 22-25        |
| 23 agosto 2020 Jecheon Olympic Sports Center, Jecheon Durata: 2h:03 - Spettatori: 0 | OK Okman         | 3 - 1 | Woori Card Wibee | 25-22, 25-23, 23-25, 25-22        |
| 25 agosto 2020 Jecheon Olympic Sports Center, Jecheon Durata: 1h:45 - Spettatori: 0 | Woori Card Wibee | 3 - 1 | Sangmu           | 18-25, 25-21, 25-19, 25-18        |
| 25 agosto 2020 Jecheon Olympic Sports Center, Jecheon Durata: 1h:27 - Spettatori: 0 | KEPCO Vixtorm    | 3 - 0 | OK Okman         | 27-25, 25-19, 25-21               |
| 27 agosto 2020 Jecheon Olympic Sports Center, Jecheon Durata: 2h:20 - Spettatori: 0 | OK Okman         | 2 - 3 | Sangmu           | 22-25, 29-27, 19-25, 25-22, 14-16 |
| 27 agosto 2020 Jecheon Olympic Sports Center, Jecheon Durata: 1h:46 - Spettatori: 0 | Woori Card Wibee | 3 - 1 | KEPCO Vixtorm    | 25-16, 17-25, 25-17, 28-26        |

##### Classifica
| Pos. | Squadra          | G | V | P | SV | SP | Ratio | PF  | PS  | Ratio |
| ---- | ---------------- | - | - | - | -- | -- | ----- | --- | --- | ----- |
| 1    | KEPCO Vixtorm    | 3 | 2 | 1 | 7  | 4  | 1,750 | 256 | 250 | 1,024 |
| 2    | Woori Card Wibee | 3 | 2 | 1 | 7  | 5  | 1,400 | 280 | 265 | 1,057 |
| 3    | OK Okman         | 3 | 1 | 2 | 5  | 7  | 0,714 | 272 | 284 | 0,958 |
| 4    | Sangmu           | 3 | 1 | 2 | 5  | 8  | 0,625 | 288 | 297 | 0,970 |

      Qualificata in semifinale.

### Fase finale
|  | Semifinali         | Semifinali |               |                   | Finale | Finale |  |
|  |                    |            |               |                   |        |        |  |
|  | Korean Air Jumbos  | 3          |               |                   |        |        |  |
|  | Korean Air Jumbos  | 3          |               |                   |        |        |  |
|  | Woori Card Wibee   | 0          |               |                   |        |        |  |
|  | Woori Card Wibee   | 0          |               | Korean Air Jumbos | 2      |        |  |
|  |                    |            |               | Korean Air Jumbos | 2      |        |  |
|  |                    |            | KEPCO Vixtorm | 3                 |        |        |  |
|  | KEPCO Vixtorm      | 3          | KEPCO Vixtorm | 3                 |        |        |  |
|  | KEPCO Vixtorm      | 3          |               |                   |        |        |  |
|  | Hyundai Skywalkers | 2          |               |                   |        |        |  |

#### Semifinali
| 28 agosto 2020 Jecheon Olympic Sports Center, Jecheon Durata: 1h:29 - Spettatori: 0 | Korean Air Jumbos | 3 - 0 | Woori Card Wibee   | 25-22, 32-30, 25-17               |
| 28 agosto 2020 Jecheon Olympic Sports Center, Jecheon Durata: 1h:57 - Spettatori: 0 | KEPCO Vixtorm     | 3 - 2 | Hyundai Skywalkers | 19-25, 25-12, 19-25, 25-20, 17-15 |

#### Finale
| 29 agosto 2020 Jecheon Olympic Sports Center, Jecheon Durata: 2h:23 - Spettatori: 0 | Korean Air Jumbos | 2 - 3 | KEPCO Vixtorm | 18-25, 25-19, 20-25, 25-23, 18-20 |

## Premi individuali
| Premio                 | Giocatore       | Squadra           |
| ---------------------- | --------------- | ----------------- |
| MVP                    | Kyle Russell    | KEPCO Vixtorm     |
| Most Impressive Player | Im Dong-hyeok   | Korean Air Jumbos |
| Rising star            | Kim Myeong-gwan | KEPCO Vixtorm     |